# Карбонара-Скривия
Карбона́ра-Скри́вия (итал. Carbonara Scrivia, пьем. Carbunera) — коммуна в Италии, в регионе Пьемонт, подчиняется административному центру Алессандрия.
Население составляет 1066 человек (2008 г.), плотность населения — 203 чел./км². Занимает площадь 5 км². Почтовый индекс — 15050. Телефонный код — 0131.
Покровителем коммуны почитается святитель Мартин Турский, празднование 11 ноября.

## Демография
Динамика населения:

## Администрация коммуны
- Официальный сайт: http://www.comune.carbonarascrivia.al.it/